# Нусах сефардов
Нусах сефа́рдов (но́сах сфа́рди, сфаради, ха-сфаради́м, ивр. נוסח הספרדים‎ — «канон сефардов») — распорядок молитв, используемый в сефардских и большинстве восточных еврейских общин. Возник в средневековой Испании (евреи называли Испанию «Сфарадом»); после произошедшего в 1492 году изгнания евреев из Испании распространился в Западной Европе, Италии, Османской империи, был перенят почти всеми еврейскими общинами в Азии и Африке, из-за чего его называют также «носахом восточных общин» (נוסח עדות מזרח‎, но́сах эдо́т мизра́х).

## История
Леопольд Цунц утверждал, что разница между наиболее распространёнными еврейскими молитвенными канонами — ашкеназским и сефардским заключается в том, что ашкеназский основан на обычаях евреев Палестины, а сефардский — на обычаях евреев Вавилонии. Моисей Гастер придерживался противоположного мнения. На деле, все современные каноны восходят к вавилонскому с добавлением некоторых палестинских элементов. Сведений о нусахе, который использовали евреи Испании в вестготский период, не сохранилось, но с арабским завоеванием в VIII веке в Испанию пришли обычаи евреев Северной Африки, основанные на постановлениях вавилонских гаонов. В разных частях Пиренейского полуострова каноны имели некоторые различия и долго сохраняли следы древнего местного обряда. В основу  более поздней сефардской традиции лёг кастильский обряд, от которого отличались, например, лиссабонский и каталонский обряды; последний представлял промежуточное звено между испанскими обрядами и французскими, от которых произошёл ашкеназский канон.
После изгнания из Испании сефарды распространили свою обрядность по всему мусульманскому миру. При этом испанские изгнанники превосходили местных евреев по уровню культуры и образования и обычно занимали ведущие позиции в общинах. Это привело к тому, что в течение XVI—XIX веков ритуал почти всех восточных еврейских общин был приведён в соответствие с сефардским. Унификации обрядов также способствовало изобретение книгопечатания, введение в Османской империи института централизованного еврейского самоуправления и авторитет «Шулхан аруха» — галахического кодекса, основанного на трудах испанских раввинов XI—XIV веков.
Огромную роль в развитии обрядности сыграли идеи Ицхака Лурии (Аризаля) — основателя школы лурианской каббалы. Под его влиянием возникла теория, что сефардский канон обладает особой духовной силой по сравнению с остальными. Влияние Аризаля распространилось за пределы Османской империи, например, в Иране, а также в Восточной Европе среди хасидов, создавших свой канон, представляющий смесь ашкеназского и сефардского нусахов. Однако, идеи каббалы не были восприняты консервативной группой евреев Йемена (которые сохранили свой особый канон) и сефардами Западной Европы, что привело к различию в европейском и восточном вариантах сефардского нусаха.
В XIX веке большое влияние на обычаи сефардов оказал главный раввин Багдада Йосеф Хаим. Основанный на его идеях вариант сефардского нусаха распространился во многих общинах, особенно в Палестине; иногда именно к этому канону применяют название «нусах восточных общин», отделяя его от канона, собственно, сефардов. Однако, более старый вариант сефардского нусаха, основанный на текстах итальянских изданий молитвенников XIX века также остаётся принятым во многих общинах выходцев из Северной Африки, Балкан, Египта и Сирии; при этом различия между этими двумя вариантами меньше, чем их отличия от варианта западноевропейских сефардов.
В XIX — первой половине XX веков сефардский нусах был наиболее географически распространённым обрядом (уступая, однако, ашкеназским обрядам по численности верующих). Он использовался в Западной Европе (Амстердам, Лондон, Гамбург, Бордо), Италии, Балканах, Малой Азии, Северной Африке, Ближнем Востоке (Сирия, Палестина, Ирак, Иран), Индии (Кочин). Влияние сефардского нусаха было настолько значительным, что он проникал даже туда, куда испанские изгнанники вообще не приходили, например, в Йемен, где на основе сефардского нусаха был создан обряд шами, или в Восточную Европу, где элементы сефардского нусаха были включены в молитвенные каноны хасидов.
Вследствие широкого распространения сефардского нусаха появилось много местных вариантов, которые сначала существовали в устной традиции, но затем закрепились в текстах молитвенников, таких, как «Тфи́лат Рефаэ́ль» (תפילת רפאל) грузинских евреев, «Ве-за́рах ха-ше́меш» (וזרח השמש) марокканских евреев, «Коль Яако́в» (קול יעקב) евреев Алеппо, «Зхут Йосеф» (זכות יוסף) евреев Турции и Родоса, «Ор шало́м» (אור שלום) ливийских евреев.
Структурно все варианты сефардского нусаха — очень близки, между ними существуют лишь мелкие текстовые различия.

## Отличительные черты
- Тфилин не возлагают в Холь ха-Моэд (в западных общинах возлагают).
- Отдельное благословение на головную тфилу произносится только, если между возложением ручной и головной тфилы пришлось отвлечься на посторонний разговор.
- Во многих словах из молитв используют огласовки из мишнаитского иврита, а не из библейского.
- Хаззан читает большинство молитв вслух от начала до конца.
- В общинах выходцев из арабских стран существует сложная система мелодий, используемых для пения молитв субботней службы; выбор мелодии зависит от содержания недельной главы Торы.
- Благословение Барух ше-амар читают после псалма из 1Пар. 16:8—36, который, таким образом, не включается в состав Псукей де-зимра («стихов пения»), а присоединяется к «Се́дер корбано́т» (описанию жертвоприношений).
- Перед минхой читается обширное вступление, включающее в себя, в том числе, «Седер корбанот»; таким образом, этот отрывок читается дважды в день.
- Второе благословение перед Шма и утром, и вечером начинается со слов «любовью вечной».
- Второе благословение молитвы «Амида» летом содержит упоминание о росе.
- Кдуша начинается со слов «мы будем превозносить и освящать Тебя» в шахарите и со слов «короной увенчают Тебя» в мусафе.
- Девятое благословение молитвы «Амида» имеет летний и зимний варианты, существенно отличающиеся друг от друга.
- Аароново благословение произносится кохенами каждый день, в шахарите и мусафе (кроме западных общин); в минхе оно не читается никогда.
- Последнее благословение молитвы «Амида» имеет только одну форму.
- Свиток Торы поднимается перед чтением, а не после него.
- Во многих восточных общинах свиток Торы хранится не в чехле, а в деревянном или металлическом футляре, который при чтении не снимается полностью, а раскрывается, позволяя увидеть нужную колонку текста. Свиток при чтении не кладётся, а ставится вертикально; соответственно, поверхность стола для чтения Торы делается горизонтальной, без наклона.
- Чтение Десяти заповедей слушают сидя (кроме западных общин).
- Некоторые гафтарот отличаются от ашкеназских.
- Кадиш обычно слушают сидя. Текст Кадиша — несколько длиннее, чем в ашкеназском варианте. Всегда отвечают амен (ашкеназы отвечают брих ху вместо предпоследнего амен).
- Благословение на субботние свечи читается перед зажиганием.
- Между пятничной минхой и Каббалат шаббатом поётся Песнь песней (кроме западных общин).
- Пиют «Адон олам» имеет различные варианты, но в любом случае его текст — длиннее ашкеназского, содержащего всего 5 строф.
- Пиют «Шалом алейхем» содержит дополнительную строфу.
- На пасхальном седере благословения произносятся только над первым и третьим бокалами вина.
- Чтение Слихот начинается за месяц до Рош ха-Шана.
- В западных общинах отсутствуют обычаи ташлих и капарот.
- Ханукальный светильник в доме зажигается только один.
- Текст Кадиша включает упоминание о Машиахе.
- В благословении на вино произносят «ха-ге́фен» (вместо «ха-га́фен»).
- Молитву «Эн ке-элохену» поют в начале субботней службы.
- Молитва «Авину малкену» содержит 29 строф.
- Поминальный обряд «Хазкарат нешамот» содержит молитву «Хашкава».